# Grupo de Trabajo sobre Desapariciones Forzadas o Involuntarias
El Grupo de Trabajo sobre Desapariciones Forzadas o Involuntarias (en inglés, Working Group on Enforced or Involuntary Disappearances) es el más antiguo de los "Procedimientos Especiales de la Comisión de Derechos Humanos" instituidos por diversos órganos de Naciones Unidas, encargado expresamente desde 1980 del examen y vigilancia en nombre de la comunidad internacional del fenómeno a nivel mundial de las desapariciones forzadas, grave violación de los Derechos Humanos, así como de informar pública y regularmente del estado de esta cuestión para a alertar a los Gobiernos o activar a la comunidad para defender a las víctimas.
Ha elaborado informes de asesoría sobre las medidas que deberían tomar los distintos órganos de Naciones Unidas que han servido para la preparación de las resoluciones de la Asamblea General por las que se aprobaron la "Declaración sobre la protección de todas las personas contra las desapariciones forzadas" de 1992 y la Convención Internacional para la protección de todas las Personas contra las Desapariciones Forzadas de 2006.
El Grupo de Trabajo sobre Desapariciones Forzadas o Involuntarias fue instaurado por la resolución CDH 20 (XXXVI) de la Comisión de las Naciones Unidas para los Derechos Humanos en 1980 por un periodo de 1 año, que se fue renovando hasta que la resolución CDH 2004/40 estableció en 2004 un nuevo periodo de mandato por 3 años de duración.
El Grupo de Trabajo sobre desapariciones está compuesto, al igual que otros mandatos temáticos, por cinco expertos, personalidades destacadas en la esfera de los derechos humanos de diversas profesiones por su competencia profesional y experiencia, que representan a cada uno de los cinco grupos regionales que comprenden las Naciones Unidas: África, Asia, América Latina y el Caribe, Europa Oriental y el Grupo de países occidentales.
Desde el periodo 2000-2004, los expertos del grupo de trabajo sobre desapariciones han sido: Stephen J. Toope, Darko Göttlicher, Joel Adebayo Adekanye, Santiago Corcuera Cabezut y Saied Rajaie Khorasani a los que se unió Manfred Nowak desde 2001 como experto independiente para el examen del marco internacional existente en materia penal y de derechos humanos que sirvió de base a la preparación de la Convención.